# 火红皱蟹
火红皱蟹（学名：Leptodius exaratus），又名溝痕皺蟹，为扇蟹科皱蟹属的动物。分布于日本、夏威夷、泰国、经印度洋抵红海及非洲东岸、台湾岛以及中国大陆的西沙群岛、广东、福建等地，生活环境为海水，常生活于岩岸带的石下及石缝中或珊瑚礁的浅水中。
甲身呈近五邊形，寬2公分，含眼窩外齒共5齒，齒狀不明顯。